# Volkswagen SP
 (juillet 2016).
Si vous disposez d'ouvrages ou d'articles de référence ou si vous connaissez des sites web de qualité traitant du thème abordé ici, merci de compléter l'article en donnant les références utiles à sa vérifiabilité et en les liant à la section « Notes et références ».
La Volkswagen SP est une série de voitures de sport produite par Volkswagen au Brésil pour le marché interne entre 1972 et 1976. Le nom de la série vient de l'abréviation de São Paulo, le lieu de production de la Volkswagen SP.

## Histoire

### Contexte
Le marché automobile brésilien était au début des années 1970 quasiment fermé à l’importation, à cause de taxes douanières très élevées. Les seules voitures sportives sont alors d'anciens modèles Volkswagen, tels que la Volkswagen Karmann Ghia et son successeur, la Volkswagen Karmann-Ghia TC. Il existait néanmoins quelques marques de voitures de sports indépendantes, tel que Puma, qui eurent un succès honorable.

### Genèse: "Projet X"
La filiale brésilienne de Volkswagen avait depuis toujours une assez grande indépendance envers la maison mère. À partir de 1968, Volkswagen do Brasil fut dirigé par Rudolf Leiding, le futur PDG du groupe Volkswagen. En 1969, il décide de lancer le développement d'une voiture de sport sous le nom de travail "Projet X". Le résultat fut la Volkswagen SP1 et SP2.

### Modèles de séries: Volkswagen SP1 et SP2
La Volkswagen SP2 est basée sur le modèle brésilien de la VW 1600 Variant. Son moteur est un 4 cylindres à plat porté à 1 700 cm3, développant 65 ch et permettant une vitesse de pointe de 161 km/h.
Une version moins puissante fut proposée; la Volkswagen SP1; qui disposait d'un 4 cylindres à plat de 1 600 cm3, développant 54 ch. Ce modèle ne fut produit qu'à 162 exemplaires.
La SP a deux coffres, un à l'avant sous le capot de 140 litres et un à l'arrière, au-dessus du moteur, de 205 litres. Le design de l'avant de la SP a été utilisé par la suite sur la Volkswagen 412 et Brasilia.
Les véhicules furent présentés à la foire industrielle de Hanovre en mars 1971.
L'accueil public fut plutôt mitigé, car ayant une faible puissance, elle était plus lente que sa concurrente, la Puma GT. En effet, bien que les moteurs soient similaires sur les deux modèles, la Puma avait une carrosserie plus légère, en plastique à renfort de verre. Et bien que les qualités de la voiture étaient plutôt bonnes, les ventes restaient relativement faibles, et de fait, la production de la SP s'arrêta en février 1976. Au total, 10 193 exemplaires furent produits, dont environ 670 exportés,.

### Volkswagen SP3
Pour contrer le manque de puissance de la SP1 et SP2, Volkswagen développa la SP3, un prototype ayant un 4-cylindres en ligne de 1 800 cm3 refroidi par eau, avec une puissance de 100 ch, issu de la version brésilienne de la VW Passat TS.
Le modèle ne dépassa pas le stade initial de la conception à l'usine, mais un prototype a été construit à la concession Volkswagen Dacon. La base de la SP3 était la SP2, mais en raison de performances plus élevées, la boîte de vitesses, le châssis et les freins furent modifiés et renforcés. La carrosserie différait peu de celle de la SP2. Les grandes entrées d'air de la SP2 – situées à côté des fenêtres arrière – furent réduites, et l'avant se vit agrémenté d'une calandre en plastique noire. Elle disposait aussi de sièges en cuir Porsche (Dacon était aussi concessionnaire Porsche) et d'une climatisation.

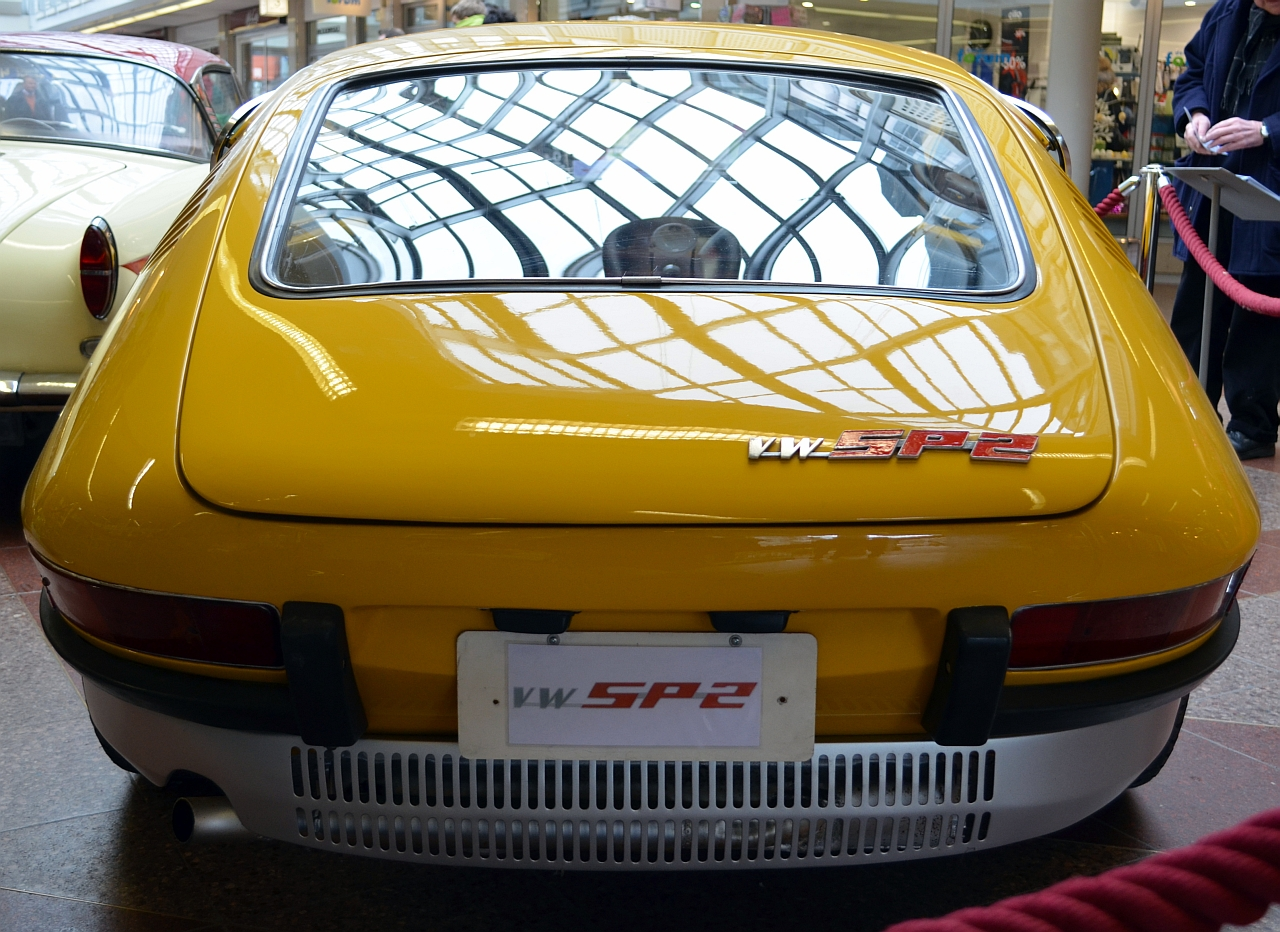
Vue arrière.

Volkswagen prit la décision de ne pas produire la SP3 pour des raisons budgétaires et mit fin au projet.

## Données techniques
| Données techniques | Données techniques                                          | Données techniques                                          |
| VW SP:             | 1600:                                                       | 1700:                                                       |
| ------------------ | ----------------------------------------------------------- | ----------------------------------------------------------- |
| Moteur             | 4 cylindre à plat                                           | 4 cylindre à plat                                           |
| Cylindrée          | 1 584 cm3                                                   | 1 678 cm3                                                   |
| Puissance à tr/min | 54 ch (40 kW) à 4200                                        | 65 ch (48 kW) à 4200                                        |
| Couple à tr/min    | 112 N m à 2 600                                             | 123 N m à 3 000                                             |
| Compression        | 7,2:1                                                       | 7,5 :1                                                      |
| Mélange            | 2 Carburateur Solex 32 PDSIT                                | 2 Carburateur Solex 34 PDSIT                                |
| Refroidissement    | à air                                                       | à air                                                       |
| Boite de vitesses  | 4 vitesses, propulsion                                      | 4 vitesses, propulsion                                      |
| Freins             | Avant: à disques (Diamètre de 27,8 cm), Arrière: à tambours | Avant: à disques (Diamètre de 27,8 cm), Arrière: à tambours |
| Carrosserie        | tôle d'acier                                                | tôle d'acier                                                |
| Dimensions         | 4 210 × 1 610 × 1 160 mm                                    | 4 210 × 1 610 × 1 160 mm                                    |
| Empattement        | 2 400 mm                                                    | 2 400 mm                                                    |
| Voie avant/arrière | 1340/1 380 mm                                               | 1340/1 380 mm                                               |
| Poids à vide       | 890 kg                                                      | 890 kg                                                      |
| Vitesse de pointe  | 149 km/h                                                    | 161 km/h                                                    |

## Successeur
Dans les années 2010, Volkswagen envisage de lancer un revival de la SP2. Des maquettes sont réalisées, mais le projet est finalement annulé faute de rentabilité.